# Sepsis flavimana
Sepsis flavimana – gatunek muchówki z rodziny wońkowatych i podrodziny Sepsinae.
Gatunek ten opisany został w 1826 roku przez Johanna Wilhelma Meigena.
Muchówka o ciele długości od 2 do 2,5 mm. Głowę jej cechują pojedyncza para bardzo słabo rozwiniętych szczecinek orbitalnych i policzki znacznie niższe od oka złożonego. Tułów ma bardzo dobrze rozwinięte szczecinki mezopleuralne i na całej długości biało porośnięte sternopleury. Skrzydła mają odseparowane tylne i przednie komórki bazalne oraz ciemnią plamkę u szczytu żyłki radialnej R2+3. Samiec ma spodnią stronę ud przednich odnóży na odcinku między środkową grupą kolców a wierzchołkiem zaopatrzoną pozbawioną kolców z guzkami. Spodnia strona ud środkowych odnóży samca pozbawiona jest długi włosków. Golenie przedniej pary odnóży samca są słabo zakrzywione, nie mają trójkątnego wcięcia na końcu nasadowej ⅓ długości, a drobne kolce spodnie obecne są tylko w ich części nasadowej. Narządy rozrodcze samca cechuje wierzchołkowa część bocznego płata epandrium dość szeroka, ku spiczastemu szczytowi zwężona i o osi ustawionej pod niemal prostym kątem względem osi podłużnej reszty płata. Samicę charakteryzują golenie odnóży środkowych mające szczecinki anterodorsalne oraz golenie odnóży tylnych z bez szczecinek anterodorsalnych za środkiem długości.
Owad znany z Hiszpanii, Irlandii, Wielkiej Brytanii, Francji, Belgii, Holandii, Niemiec, Danii, Szwecji, Norwegii, Finlandii, Szwajcarii, Austrii, Włoch, Polski, Czech, Słowacji, Węgier, Ukrainy, Bułgarii, Grecji, europejskiej części Rosji, wschodniej Palearktyki, Bliskiego Wschodu i Ameryki Północnej.